# Anastácia Sibo
Pour les articles homonymes, voir Sibo.
Anastácia Solange Sibo Dias, (née le 27 mai 1982) est une joueuse angolaise de handball qui joue au poste de pivot pour le club Atlético Petróleos de Luanda et elle est membre de l'équipe d'Angola de handball féminin.

## Carrière
Elle a représenté l'Angola au Championnat du monde de handball féminin 2009 en Chine et au Championnat du monde de handball féminin 2013 en Serbie, ainsi que plusieurs championnats africains.

## Palmarès

### En équipe nationale
Championnats du monde
- 11e place au Championnat du monde 2009
- 16e place au Championnat du monde 2013

Championnats d'Afrique
- Médaille d'or au Championnat d'Afrique junior 1998.
- Médaille d'or au Championnat d'Afrique junior 2000.
- Médaille d'or au championnat d'Afrique 2012